# Jardin de l'Hôtel-Salé - Léonor-Fini
Le jardin de l'Hôtel-Salé - Léonor-Fini est un espace vert du 3e arrondissement de Paris, en France.

## Situation et accès
Le jardin est accessible par le 101 ter, rue des Coutures-Saint-Gervais.
Il est desservi par la ligne 8 à la station Saint-Sébastien - Froissart.

## Origine du nom
Son nom rend hommage à Leonor Fini (1908-1996), artiste peintre surréaliste, décoratrice de théâtre et écrivaine, d'origine italienne.

## Historique
Le jardin est créé en 1985.